# Gerichtsbezirk Innere Stadt Wien

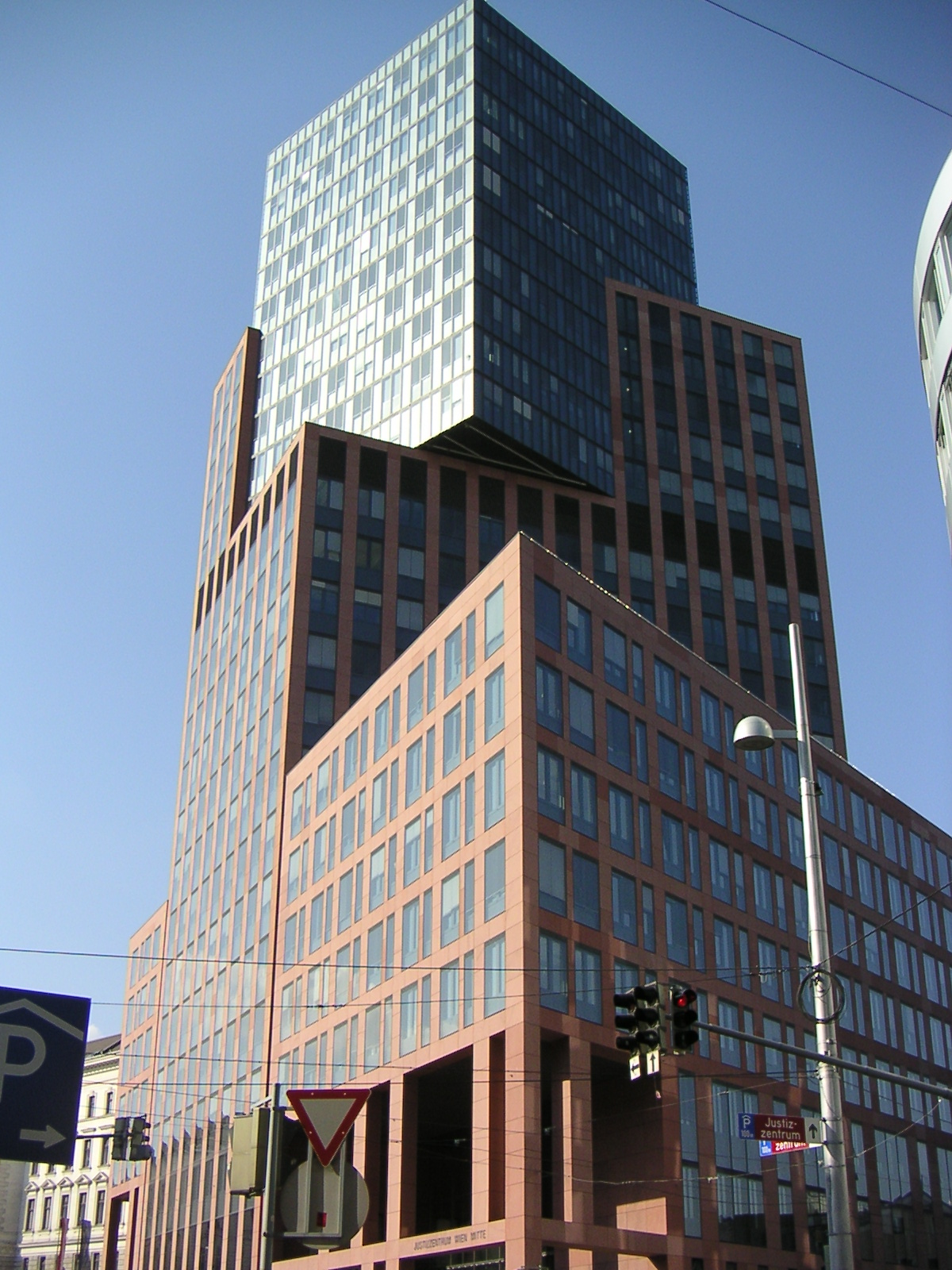
City Tower Vienna, Sitz des BG Innere Stadt Wien

Der Gerichtsbezirk Innere Stadt Wien ist einer von zwölf Gerichtsbezirken in Wien und umfasst die Wiener Gemeindebezirke Innere Stadt, Landstraße, Wieden, Margareten, Mariahilf und Simmering. Das zuständige Gericht ist das Bezirksgericht Innere Stadt Wien. Unmittelbar übergeordnete Gerichte zweiter Instanz sind – abhängig von der zu behandelnden Rechtsmaterie – das Landesgericht für Zivilrechtssachen Wien und das Landesgericht für Strafsachen Wien.
Nach dem Anschluss Österreichs 1939 wurde das Gericht in Amtsgericht Wien umbenannt und war nun dem Landgericht Wien nachgeordnet. 1945 erhielt es wieder den Namen Bezirksgericht.